# 슈트케이스

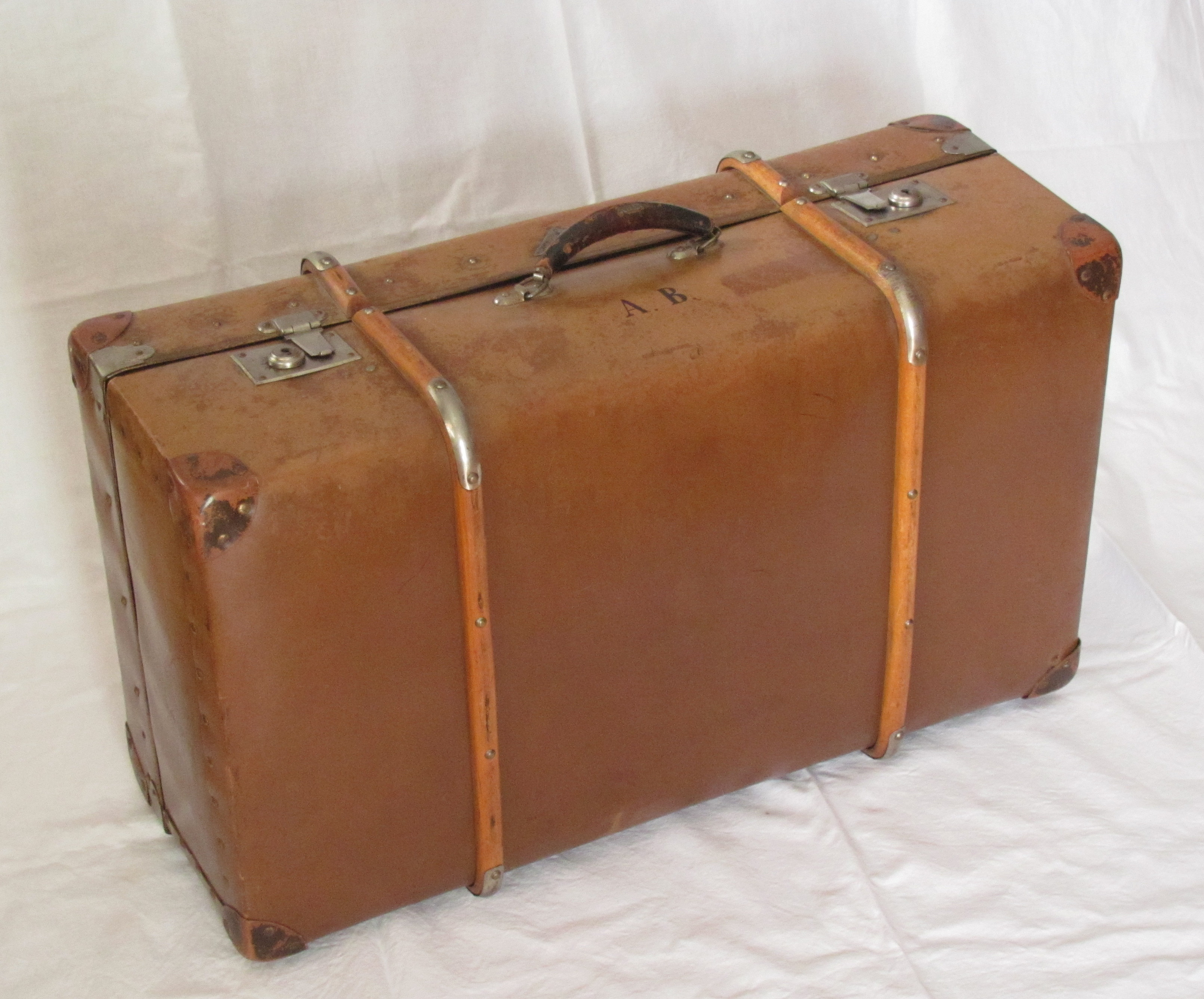
일반적인 슈트케이스

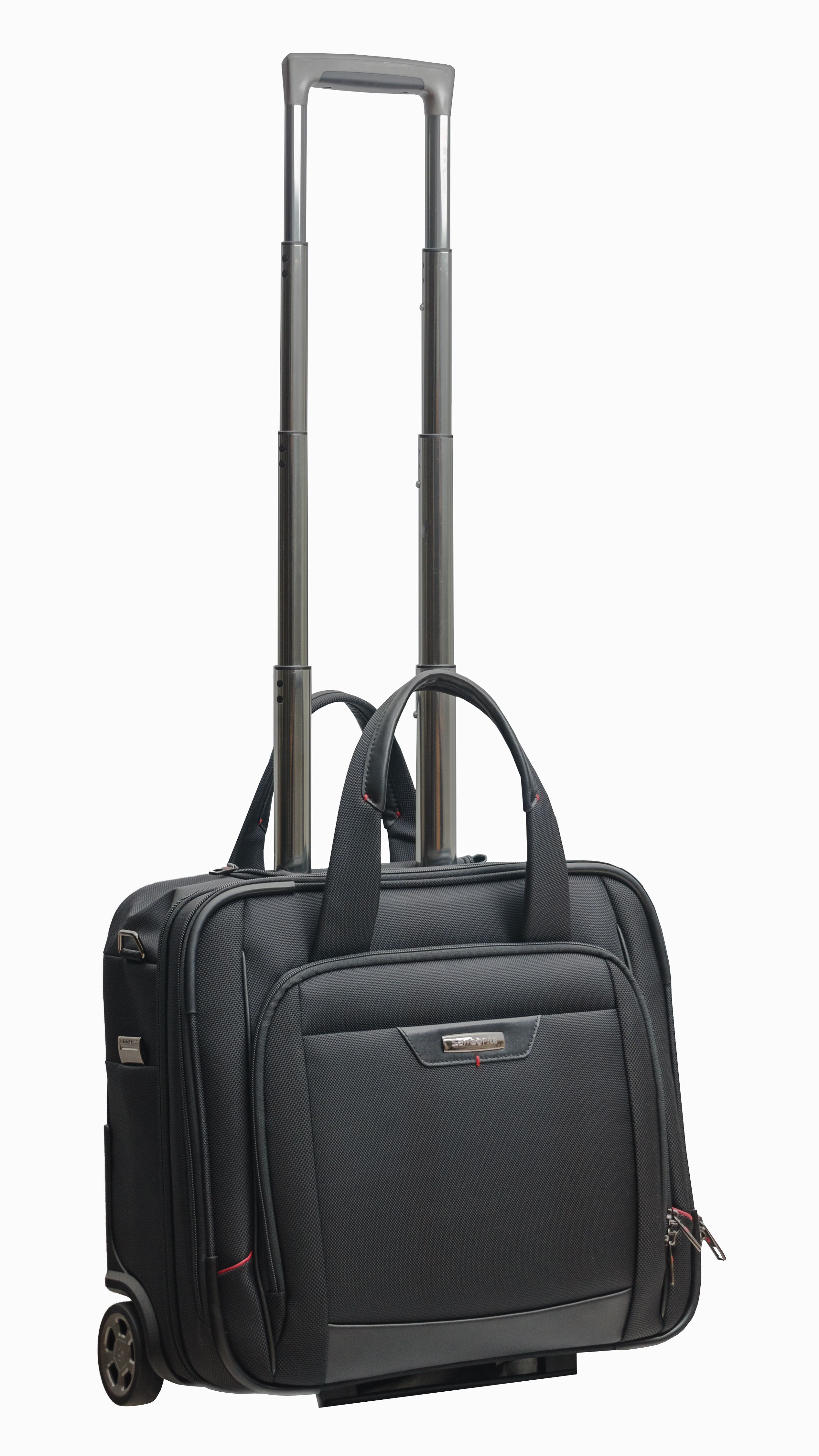
트롤리 케이스

슈트케이스(영어: suitcase)는 여행을 위한 가방의 일종이다. 주로 납작한 직사각형의 경질 플라스틱, 비닐, 헝겊, 가죽 등으로 만들어진다. 한쪽에 손잡이가 붙어 있으며, 대부분 의류 및 여행 장비를 운반하는데 편리하도록 되어 있다. 최초의 슈트케이스는 19세기 후반 당시 대중 관광의 인기가 높아짐에 따라 등장했으며 정장을 담는 데 사용되었다. 원래는 가죽이나 강철과 같은 무거운 재료를 사용하여 만들어졌으나 1930년대부터 플라스틱이나 판지와 같은 보다 가벼운 재료를 사용하여 제작되었다.
1970년대 이전에는 여행 업계에서 수하물을 굴린다는 아이디어를 기피했다. 여행 업계는 이를 전통적인 수하물보다 훨씬 덜 남성적이라고 여겼다. 미국 기업가 버나드 새도우(Bernard Sadow)는 1972년에 특허를 받은 바퀴 달린 슈트케이스를 다양한 백화점에 소개한 후 1970년부터 메이시스 매장에서 판매되기 시작했다. 새도우의 버전은 곧 새도우의 모델처럼 평평하지 않고 똑바로 세워져 있고 미국 조종사 로버트 플래스(Robert Plath)가 1987년에 발명한 바퀴 달린 슈트케이스 유형인 롤라보드(Rollaboard)로 대체되었다. 슈트케이스에 바퀴를 추가하는 것은 여행에 있어서 가장 중요한 혁신 중 하나로 여겨져 왔다.
GPS 추적, 장치 충전 등 향상된 기능을 갖춘 스마트 슈트케이스는 2010년대에 대중화되었지만 화물칸에서 리튬 이온 배터리가 폭발하여 2010년대 후반에 많은 주요 항공사에서 위탁이 금지되었다.

## 캐리어
슈트케이스 중에서도 무거운 짐을 쉽게 운반할 수 있도록 바닥 부분에 작은 바퀴가 붙어 있는 것을 영어로 트롤리 케이스(trolley case)라고 하며, 한국어식 영어로는 캐리어라고 한다.

## 같이 보기
- 수하물